# أنتونيو (كولورادو)
أنتونيو (بالإنجليزية: Antonito, Colorado)‏ هي بلدة تقع في مقاطعة كونيهوس، كولورادو بولاية كولورادو في الولايات المتحدة. تبلغ مساحتها 1 (كم²)، وترتفع عن سطح البحر 2405 م، بلغ عدد سكانها 873 نسمة في عام 2000 حسب إحصاء مكتب تعداد الولايات المتحدة وتصل الكثافة السكانية فيها 873 نسمة/كم2.

## وصلات خارجية
- The US50 - Cities and Towns in Colorado State
- Colorado Cities and Towns, Facts, Map, Flag, Colleges, Government, and More